# ほしのわ
公益財団法人ほしのわは、スターティアホールディングスが2018年に設立した奨学金財団である。熊本県の高等専門学校（4年生以上）、専修学校及び大学に在籍し、工学、情報学に関する分野を選考する学生に対して奨学金支給を行っている。

## 概要
- 所在 : 熊本県熊本市中央区安政町 8-16　村瀬海運ビル2階（2025.7.1付で移転）
- 設立経緯 : スターティアホールディングス創業者である本郷秀之が、2016年の熊本地震で被災した故郷の学生を支援するために設立[1]。

## 沿革
- 2018年3月26日 - スターティアホールディングス株式会社の拠出金によって設立[1]。
- 2019年12月11日 - 公益財団法人となる。
- 2025年7月1日- 熊本市中央区安政町に住所移転